# إزيكييل أرانا
إزيكييل أرانا (بالإسبانية: Ezequiel Arana de Palacio)‏ (1 مايو 1986 في إسبانيا - ) هو لاعب كرة قدم إسباني في مركز الدفاع. شارك مع منتخب إسبانيا تحت 19 سنة لكرة القدم. أما مع النوادي، فقد لعب مع راسينغ كلوب بورتوينسي وريال خاين ونادي قادش وLa Roda CF ‏ وأتلتيكو سانلوكينو ونادي قادش ب ‏ وPuerto Real CF ‏ وAtlético Malagueño ‏ وJerez Industrial CF ‏.

## وصلات خارجية
- إزيكييل أرانا على موقع قاعدة بيانات كرة القدم.إي يو (الإنجليزية)
- إزيكييل أرانا على موقع Soccerway.com (الإنجليزية)